# Catalana vohilava
Catalana vohilava är en fjärilsart som beskrevs av Pierre E.L. Viette 1954. Catalana vohilava ingår i släktet Catalana och familjen nattflyn. Inga underarter finns listade i Catalogue of Life.